# Cockerell Peninsula
Cockerell Peninsula är en udde i Antarktis. Den ligger i Västantarktis. Argentina, Chile och Storbritannien gör anspråk på området.
Terrängen inåt land är kuperad åt sydost, men åt nordväst är den platt. Havet är nära Cockerell Peninsula åt nordväst. Trakten är glest befolkad. Närmaste befolkade plats är Bernardo O'Higgins Station, 15,2 kilometer nordost om Cockerell Peninsula.